# 伊西多鲁少校镇
伊西多鲁少校镇（葡萄牙語：Major Isidoro）是巴西阿拉戈斯州的一个市镇。总面积453.89平方公里，总人口18614人，人口密度41人/平方公里。